# Kersley Gardenne
Jean-Kersley Gardenne (né le 16 février 1972) est un athlète mauricien spécialiste du saut à la perche. Il mesure 1,75 m pour 70 kg.
Il détient le record de Maurice du saut à la perche en plein air et en salle.

## Biographie

### Palmarès
| Date | Compétition            | Lieu             | Résultat | Performance |
| ---- | ---------------------- | ---------------- | -------- | ----------- |
| 1990 | Championnats d'Afrique | Le Caire         | 2e       | 4,70 m      |
| 1991 | Jeux africains         | Le Caire         | 3e       | 5,00 m      |
| 1992 | Championnats d'Afrique | Belle Vue Maurel | 2e       | 5,30 m      |
| 1995 | Jeux africains         | Harare           | 2e       | 5,20 m      |
| 1998 | Championnats d'Afrique | Dakar            | 2e       | 5,20 m      |
| 1998 | Jeux du Commonwealth   | Kuala Lumpur     | 3e       | 5,35 m      |

### Records
| Épreuve          | Épreuve   | Performance | Lieu   | Date            |
| ---------------- | --------- | ----------- | ------ | --------------- |
| Saut à la perche | Plein air | 5,50 m      | Dreux  | 12 juin 1996    |
| Saut à la perche | Salle     | 5,60 m      | Liévin | 15 janvier 1998 |